# Nizip
Nizip est une ville de 100 000 habitants, située au sud-est de la Turquie, entre Alep et Marach, non loin de l’Euphrate.
Le 24 juin 1839, Ibrahim Pacha, fils de Méhémet Ali, pacha d’Égypte, y remporta une victoire décisive sur les troupes du sultan Mahmoud.

## Sources
Cet article comprend des extraits du Dictionnaire Bouillet. Il est possible de supprimer cette indication, si le texte reflète le savoir actuel sur ce thème, si les sources sont citées, s'il satisfait aux exigences linguistiques actuelles et s'il ne contient pas de propos qui vont à l'encontre des règles de neutralité de Wikipédia.